# Hillsboro, Oregon
Hillsboro är en stad i Washington County i delstaten Oregon, USA med 88 300 invånare (2007). Hillsboro är administrativ huvudort (county seat) i Washington County. 